# NSU 9/18 PS
Der NSU 9/18 PS war ein PKW der Mittelklasse, den die Neckarsulmer Fahrzeugwerke Aktiengesellschaft in den Jahren 1910 und 1911 bauten. Er war der Nachfolger des Modells 8/15 PS.
Der wassergekühlte Motor war ein Vierzylinder-Blockmotor mit einem Hubraum von 2208 cm³ (Bohrung × Hub = 75 × 125 mm), der 18 PS (13,2 kW) bei 1400/min leistete. Dieser Motor hatte eine dreifach gelagerte Kurbelwelle, eine Magnetzündung, eine automatische Zentralschmierung und stehende Ventile in einem L-Zylinderkopf. Der 50 l große Kraftstofftank lag hinten. Der Kraftstoff wurde durch die Auspuffgase nach vorne in den Vergaser gefördert. Die Motorkraft wurde über eine Lamellenkupplung im Ölbad, ein Dreiganggetriebe mit rechts angebrachter Kulissenschaltung und eine Kardanwelle auf die Hinterräder übertragen. Der Radstand der Wagen war um 15 mm auf  2650 mm gewachsen, ihre Spurweite gar um 150 mm auf 1300 mm und das Gewicht des Fahrgestells auf 720 kg. Die Höchstgeschwindigkeit lag bei etwa 60 km/h.
1911 löste der 9/22 PS dieses Modell ab.